# ボニート (マットグロッソ・ド・スル州)
ボニート (Bonito) は、ブラジルのマットグロッソ・ド・スル州に位置する基礎自治体。2020年時点の人口は 22,190人、面積は4,934平方キロメートル (1,905 sq mi)。

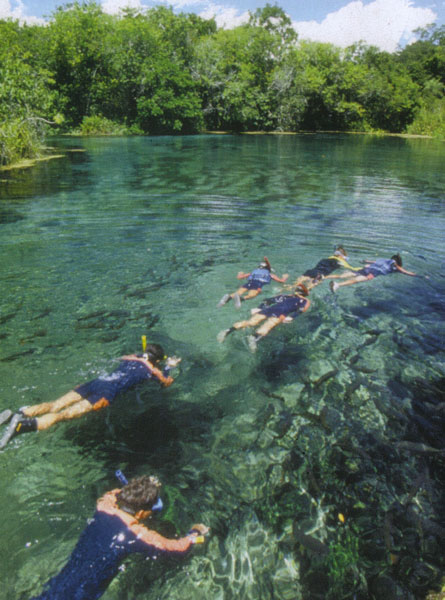
川でのシュノーケリング、2006年撮影。

## エコツーリズムの拠点
ボドケーナ山地 (Serra da Bodoquena) の一角に位置するボニートは、「Capital do ecoturismo」すなわち「エコツーリズムの首都」と称されることがある。
ボニートの周辺には、透明度の高い河川や湖、鍾乳洞、森林などの自然が多く、環境への負荷に配慮して受け入れ人数を制限した形でのツアーが様々に組まれている。